# Bobby Womack
Robert Dwayne Womack, detto Bobby (Cleveland, 4 marzo 1944 – Tarzana, 27 giugno 2014), è stato un cantautore e chitarrista statunitense.
Ha conseguito i suoi maggiori successi negli anni settanta e ottanta eccellendo nel genere soul e R&B.

## Biografia
Seguendo le orme del padre, che era cantante gospel, Bobby Womack, assieme ai suoi fratelli, formò un proprio gruppo musicale. Scoperto artisticamente da Sam Cooke, agli inizi degli anni sessanta, venne convinto da quest'ultimo a collaborare, assieme ai fratelli, con la casa di produzione di cui Cooke era proprietario, usando per la propria band lo pseudonimo di "The Valentinos": così, con una serie di brani commerciali, fra cui It's All Over Now, Womack ed i fratelli raggiunsero il loro primo successo nel 1964; quest'ultima canzone, peraltro, fu interpretata anche dai Rolling Stones permettendo a Womack guadagni regali.
Tuttavia, poco dopo la morte di Sam Cooke, avvenuta improvvisamente nel 1964, Womack sposò la vedova di quest'ultimo, Barbara, suscitando nell'opinione pubblica di allora un vero e proprio scandalo. Le cose per Womack divennero ancor più complicate quando il fratello più giovane, Cecil, sposò anche la figlia di Cooke, Linda. Da chitarrista, Womack lavorò presso i Chips Moman's American Studios a Memphis, incidendo alcuni pezzi con Joe Tex ed i Box Tops.
Sebbene fino al 1967 Womack avesse avuto poco successo come artista solista, fu proprio a quel tempo che egli registrò una sequenza di pezzi musicali "soul" come What Is This (del 1968), It's Gonna Rain e More Than I Can Stand che misero in luce le sue capacità di chitarrista ritmico ed elegante nonché la sua voce particolarmente appassionata. Durante questo periodo divenne anche noto come compositore, offrendo molte canzoni al repertorio di Wilson Pickett tra cui I'm in Love e I'm a Midnight Mover.
Dopo essersi trasferito alla casa di produzione "United Artist" agli inizi degli anni settanta, Womack collaborò con il chitarrista Gabor Szabo alla creazione del brano Breezin, canzone che più tardi diverrà un successo di George Benson. Womack deve inoltre la propria notorietà al gusto con cui ha saputo riarrangiare alcuni brani famosi come Everybody's Talkin o Fly Me to the Moon (In Other Words) di Fred Neil nonché Fire and Rain' di James Taylor. Tra i lavori più noti di questo periodo si ricorda altresì quello svolto come chitarrista in nell'album del 1971 degli Sly & the Family Stone, There's a Riot Goin' On.
Womack continuò ad ottenere una serie di successi nel corso degli anni settanta grazie a brani come Lookin' for a Love (riarrangiando una canzone dei Valentinos del 1962), Across 110th Street, Woman's Gotta Have It, You're Welcome, Stop on By, e Daylight. Tutti esempi eccellenti di soul music degli anni settanta che rivelano una sensibilità musicale straordinaria e molto simile a quella di Marvin Gaye o Curtis Mayfield.
Il regista Quentin Tarantino ha usato Across 110th Street nella scena iniziale e finale del film Jackie Brown.
Nel 2003 una pubblicità della Saab ha riportato alla ribalta l'interpretazione di Womack di California Dreamin'.
Affetto da diverse gravi patologie, tra cui la malattia di Alzheimer, è morto il 27 giugno 2014 all'età di 70 anni.

## Omaggi
- La cantante Mariah Carey lo cita nella canzone We Belong Together.

## Discografia
- 1969 - Fly Me to the Moon (Minit)
- 1970 - My Prescription (Minit)
- 1971 - Communication (The Right Stuff)
- 1972 - Understanding (The Right Stuff)
- 1972 - Across 110th Street (Charly)
- 1973 - Facts of Life (The Right Stuff)
- 1974 - Lookin' for a Love Again (The Right Stuff)
- 1975 - I Don't Know What the World Is Coming To (United Artists)
- 1975 - Safety Zone (United Artists)
- 1975 - I Can Understand It (United Artists)
- 1976 - BW Goes C&W (United Artists)
- 1976 - Home Is Where the Heart Is (CBS)
- 1978 - Pieces (Columbia)
- 1979 - Roads of Life (Razor & Tie)
- 1989 - Save the Children (Solar)
- 1981 - The Poet (Razor & Tie)
- 1984 - Poet II [Razor & Tie] (Razor & Tie)
- 1984 - Poet II [Right Stuff] (Beverly Glen)
- 1985 - So Many Rivers (MCA)
- 1985 - Someday We'll All Be Free (Beverly Glen)
- 1986 - Womagic (MCA)
- 1987 - Last Soul Man (MCA)
- 1993 - I Still Love You (Universal Special Products)
- 1993 - I Wanna Make Love to You (Universal Special Products)
- 1994 - Soul Seduction Supreme (Castle)
- 1994 - Resurrection (Continuum)
- 1998 - Soul Sensation Live [Sequel] (Sequel)
- 1999 - Back to My Roots (The Right Stuff)
- 1999 - Traditions (Capitol)
- 2000 - Soul Sensation Live [Castle] (Castle Music America)
- 2000 - Christmas Album (Indigo)
- 2006 - Post
- 2012 - The Bravest Man in the Universe